# Liste der Kulturgüter in Buttisholz
Die Liste der Kulturgüter in Buttisholz enthält alle Objekte in der Gemeinde Buttisholz im Kanton Luzern, die gemäss der Haager Konvention zum Schutz von Kulturgut bei bewaffneten Konflikten, dem Bundesgesetz vom 20. Juni 2014 über den Schutz der Kulturgüter bei bewaffneten Konflikten sowie der Verordnung vom 29. Oktober 2014 über den Schutz der Kulturgüter bei bewaffneten Konflikten unter Schutz stehen.
Objekte der Kategorien A und B sind vollständig in der Liste enthalten, Objekte der Kategorie C fehlen zurzeit (Stand: 1. Januar 2023). Unter übrige Baudenkmäler sind zusätzliche Objekte zu finden, die im kantonalen Denkmalverzeichnis verzeichnet und nicht bereits in der Liste der Kulturgüter enthalten sind.

## Kulturgüter
| Foto | | Objekt                                                                                    | Kat. | Typ | Standort                         | Beschreibung |
| ---- | --- | ----------------------------------------------------------------------------------------- | ---- | --- | -------------------------------- | ------------ |
| ja   | Datei hochladen · Wikidata zu Schloss Buttisholz (Q5003066)                                                          | Schloss und Schlossgut KGS-Nr.: 03649                                                     | A    | G   | Schloss 1 649959 / 218441        |              |
| BW   | Datei hochladen · Wikidata zu Seeablagerungen als Klimaarchiv - Mesolithische Fundstellen (Q110729443)               | Seeablagerungen als Klimaarchiv / mesolithische Fundstellen KGS-Nr.: 16546                | A    | F   | Soppensee 648737 / 215664        |              |
| ja   | Datei hochladen · Wikidata zu Wallfahrtskapelle St. Ottilien (Q2322207)                                              | Wallfahrtskapelle St. Ottilien KGS-Nr.: 03651                                             | B    | G   | St. Ottilien 3.2 650170 / 216960 |              |
| BW   | Datei hochladen · Wikidata zu Sammlung Schloss Buttisholz (Bernhard und Gaby Pfyffer-Feer zu Buttisholz) (Q29785534) | Sammlung Schloss Buttisholz (Bernhard und Gaby Pfyffer-Feer zu Buttisholz) KGS-Nr.: 10638 | B    | S   | Schloss 1 649959 / 218441        |              |

## Übrige Baudenkmäler
| ID  | Foto |                                                                          | Objekt                         | Typ | Standort                              | Beschreibung |
| --- | ---- | ------------------------------------------------------------------------ | ------------------------------ | --- | ------------------------------------- | ------------ |
| 3   | BW   | Datei hochladen                                                          | Schulhaus (1808, «Lehrerheim») | G   | Schulhausstrasse 13 649822 / 218479   |              |
| 3a  | ja   | Datei hochladen · Wikidata zu Schulhaus (1910) (Q119527115)              | Schulhaus (1910)               | G   | Neugass 6.1 649795 / 218494           |              |
| 5   | BW   | Datei hochladen                                                          | Pfarrhaus St. Verena           | G   | Dorf 2 649787 / 218390                |              |
| 5f  | ja   | Datei hochladen · Wikidata zu Friedhofkapelle St. Michael (Q119528555)   | Friedhofkapelle St. Michael    | G   | Dorf 2.2 649756 / 218382              |              |
| 11  | BW   | Datei hochladen                                                          | Schmidtenhof                   | G   | Dorf 10 649610 / 218345               |              |
| 255 | ja   | Datei hochladen · Wikidata zu Katholische Kirche St. Verena (Q119529534) | Katholische Kirche St. Verena  | G   | Dorf 2.1 649769 / 218416              |              |
| 261 | BW   | Datei hochladen                                                          | Haus Heimburg                  | G   | St. Ottilienstrasse 3 649832 / 218194 |              |

Legende: Siehe Legende der Liste der Kulturgüter von nationaler und regionaler Bedeutung. Anstelle der KGS-Nummer wird als Objekt-Identifikator (ID) die Gebäudenummer im kantonalen Denkmalverzeichnis verwendet.